# Seward (Alaska)
Seward és una població dels Estats Units a l'estat d'Alaska. Segons el cens del 2000 tenia 2.830 habitants.

## Demografia
Segons el cens del 2000, Seward tenia 2.830 habitants, 917 habitatges, i 555 famílies La densitat de població era de 75,7 habitants/km².
Dels 917 habitatges en un 35,7% hi vivien nens de menys de 18 anys, en un 44,6% hi vivien parelles casades, en un 12,1% dones solteres, i en un 39,4% no eren unitats familiars. En el 30,8% dels habitatges hi vivien persones soles el 7,1% de les quals corresponia a persones de 65 anys o més que vivien soles. El nombre mitjà de persones vivint en cada habitatge era de 2,4 i el nombre mitjà de persones que vivien en cada família era de 3,04.
Per edats la població es repartia de la següent manera: un 21,9% tenia menys de 18 anys, un 9% entre 18 i 24, un 35,9% entre 25 i 44, un 25,7% de 45 a 60 i un 7,5% 65 anys o més.
L'edat mitjana era de 37 anys. Per cada 100 dones de 18 o més anys hi havia 166,6 homes.
La renda mitjana per habitatge era de 44.306 $ i la renda mitjana per família de 54.904 $. Els homes tenien una renda mitjana de 36.900 $ mentre que les dones 30.508 $. La renda per capita de la població era de 20.360 $. Aproximadament el 8,3% de les famílies i el 10,6% de la població estaven per davall del llindar de pobresa.

## Poblacions més properes
El següent diagrama mostra les poblacions més properes.